# Dąbrowa Tarnowska
Dąbrowa Tarnowska là một thị trấn thuộc huyện Dąbrowski, tỉnh Małopolskie ở nam Ba Lan. Thị trấn có diện tích 23 km². Đến ngày 1 tháng 1 năm 2011, dân số của thị trấn là 11474 người và mật độ 497 người/km².